# Knocked Out
Knocked Out è una canzone di Paula Abdul, pubblicata nel 1988 come primo singolo dall'album Forever Your Girl.
La canzone non ebbe particolare successo, arrivando solo alla posizione numero 41 della Billboard Hot 100, alla 23 in Canada e alla 21 nel Regno Unito.

## Classifiche
| Classifica (1988) | Posizione massima |
| ----------------- | ----------------- |
| Billboard Hot 100 | 41                |
| Canada            | 23                |
| Uk                | 21                |